# Loxia
Loxia és un gènere d'ocells de la família dels fringíl·lids (Fringillidae), coneguts popularment com a trencapinyes.

## Taxonomia
Segons la classificació del Congrés Ornitològic Internacional (versió 15.1, 2025), aquest gènere està format per 6 espècies:
- Loxia pytyopsittacus - trencapinyes becgròs.
- Loxia scotica - trencapinyes d'Escòcia.
- Loxia curvirostra - trencapinyes comú.
- Loxia sinesciuris - trencapinyes de Cassia.
- Loxia leucoptera - trencapinyes alablanc.
- Loxia megaplaga - trencapinyes de la Hispaniola.